# Marquesat de Ferrer-Vidal

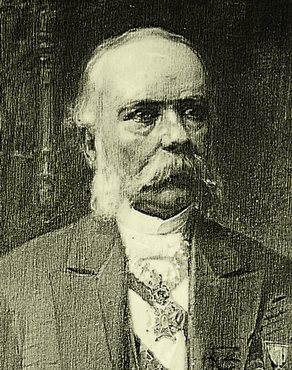
Josep Ferrer i Vidal, fundador de la saga.

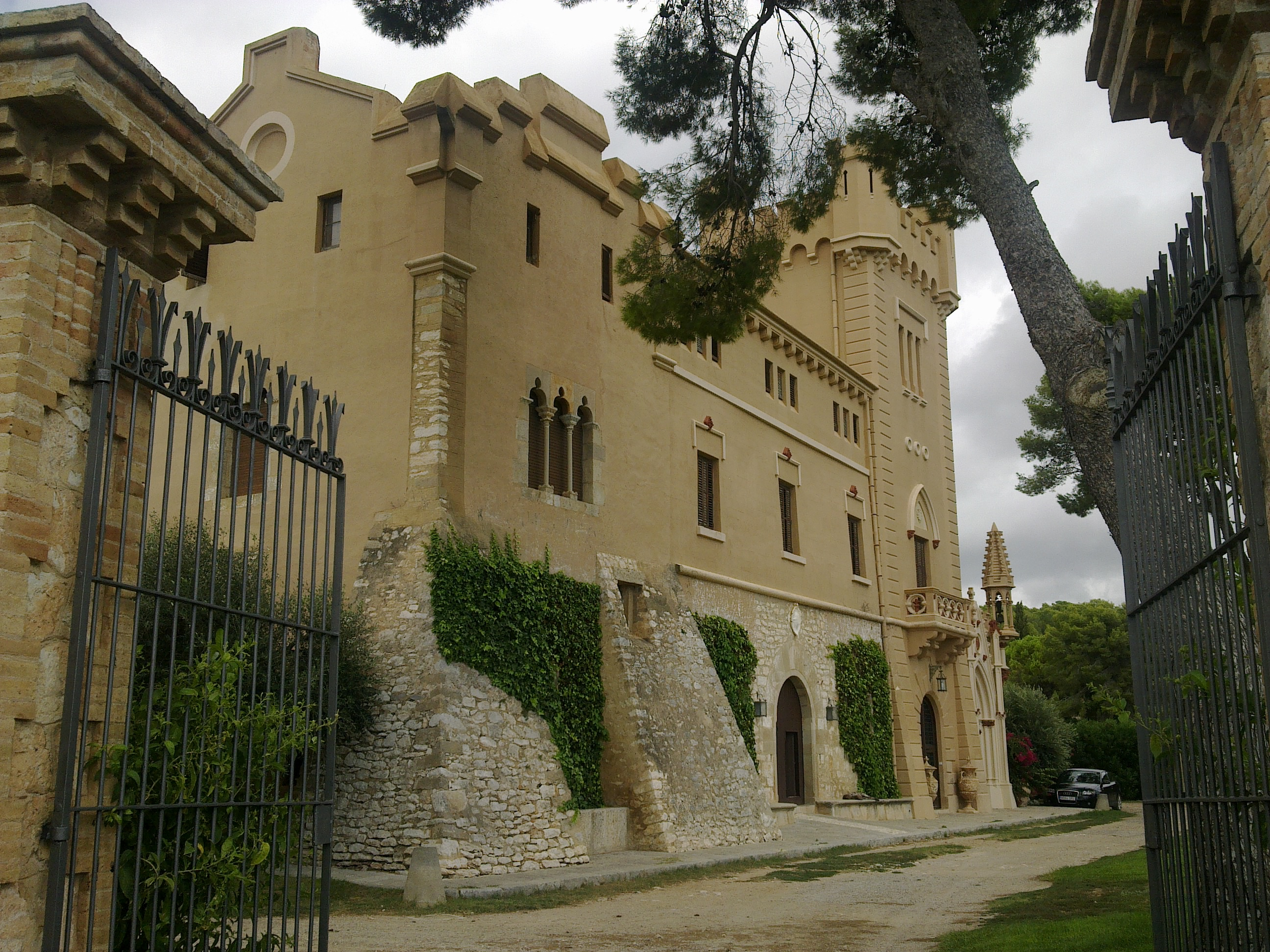
La Torre del Veguer, a Sant Pere de Ribes, Barcelona, adquirida per Josep Ferrer i Vidal.

El marquesat de Ferrer-Vidal és un títol nobiliari pontifici atorgat pel Papa Benet XV a Josep Ferrer-Vidal i Soler (Vilanova i la Geltrú, 1853 - Barcelona, 1927), industrial, senador, pintor i col·leccionista d'art.

## Marquesos de Ferrer-Vidal
1. Josep Ferrer-Vidal i Soler (1853-1927), I marquès de Ferrer-Vidal. Senador del Regne, diputat a Corts, pintor, compositor, mecenes de la cultura i prohom de la societat barcelonina[3] Va casar en primeres noces amb Josefina Güell Bacigalupi, germanastra d'Eusebi Güell, I comte de Güell. D'aquest matrimoni va néixer un únic fill:
2. Joan Josep Ferrer-Vidal i Güell (1874-1944),[4] II marquès de Ferrer-Vidal. Va casar amb Maria Parellada i Santaló, del matrimoni del qual va néixer:
3. Josep Maria Ferrer-Vidal i Parellada, III marquès de Ferrer-Vidal. Mort el 1986 sense descendència.